# Кошелєв Павло Валерійович
Павло Валерійович Кошелєв — солдат морської піхоти Збройних сил України, учасник російсько-української війни, загинув в боях з окупантом на Одещині.

## Освіта
2016 року закінчив обознівську середню школу. 
2018 року вступив до Вищого професійного училища №7 у Кременчуці, яке закінчив 2019 року та здобув професію електрозварювальника автоматичних та напівавтоматичних машин. 
5 квітня 2021 року був призваний Глобинським районним військовим комісаріатом на строкову службу до ЗС України, а вже 9 квітня його відправили до Василькова.
24 лютого 2022 року загинув у боях з російськими окупантами в Одеській області.
19 квітня 2022 року був нагороджений медаллю «Захиснику Вітчизни» (посмертно).
Залишилися батьки і сестра.